# Severokorejská fotbalová reprezentace
Severokorejská fotbalová reprezentace reprezentuje Severní Koreu na mezinárodních fotbalových akcích, jako je Mistrovství světa nebo Mistrovství Asie ve fotbale.
V Severní Koreji panuje striktní totalitní režim, občanům mj. pod pohrůžkou trestu smrti zakazující opustit zemi nebo přistupovat k internetovým zdrojům[zdroj?], a to se projevuje i zasahováním do výsledků severokorejské fotbalové reprezentace, co se týče údajů v médiích. Tyto intervence se výrazně pozoruhodnějšími staly od Mistrovství světa ve fotbale 2010, na které se Severní Korea po 44 letech kvalifikovala. Co se týče tohoto šampionátu, změněn byl kupř. výsledek zápasu Brazílie – Sev. Korea — z 2:1 na 0:1.[zdroj?]

## Mistrovství světa
Seznam zápasů severokorejské fotbalové reprezentace na MS
| Rok    | Účast                                           | Soupisky |
| ------ | ----------------------------------------------- | -------- |
| 1958   | Bez účasti                                      |          |
| 1962   | Bez účasti                                      |          |
| 1966   | Vyřazeni ve čtvrtfinále Portugalskem            | Soupiska |
| 1970   | Nepostoupili z kvalifikace                      |          |
| 1974   | Nepostoupili z kvalifikace                      |          |
| 1978   | Nepostoupili z kvalifikace                      |          |
| 1982   | Nepostoupili z kvalifikace                      |          |
| 1986   | Nepostoupili z kvalifikace                      |          |
| 1990   | Nepostoupili z kvalifikace                      |          |
| 1994   | Nepostoupili z kvalifikace                      |          |
| 1998   | Bez účasti                                      |          |
| 2002   | Bez účasti                                      |          |
| 2006   | Nepostoupili z kvalifikace                      |          |
| 2010   | Základní skupina                                | soupiska |
| 2014   | Nepostoupili z kvalifikace                      |          |
| 2018   | Nepostoupili z kvalifikace                      |          |
| 2022   | Odstoupili z kvalifikace                        |          |
| Celkem | Účast – 2× Zlato – 0×, Stříbro – 0×, Bronz – 0× |          |

## Historie

### 1966
Pro mistrovství světa 1966 hraném v Anglii přidělila FIFA Africe, Asii a Oceánii dohromady jen jedno místo na turnaji. Africké státy, Etiopie, Ghana, Maroko, Nigérie a Tunisko, které se ucházely o účast na turnaji, se tím cítily pohoršeny a rozhodly se mistrovství bojkotovat. To umožnilo snadnější kvalifikaci KLDR, která se v posledním kvalifikačním kole utkala s Austrálií. Severokorejci přehráli Austrálii v kambodžském Phnom Penhu 6:1 a 3:1 a zajistili si tak svou historicky vůbec první účast na závěrečném turnaji mistrovství světa.
Do skupiny jim los přidělil těžké soupeře, SSSR, Itálii a Chile. V prvním utkání podlehli Severokorejci SSSR jednoznačně 0:3, ve druhém ale uhráli překvapivou remízu s Chilany 1:1 a čekal je nejnáročnější soupeř, Itálie. Italům stačil k postupu ze skupiny jeden bod, ale začátek zápasu hraném v Middlesbrough se jim nevyvedl. Ve 33. minutě se zranil italský kapitán Giacomo Bulgarelli a ve 42. minutě poslal Pak Doo-Ik KLDR do vedení. Italové měli celý druhý poločas na vyrovnání, ale i přes neustálý tlak na severokorejskou branku, gól vstřelit nedokázali. Hrdinou zápasu byl vedle Doo-Ika ještě devatenáctiletý bránkář Li Čchan-Mjung a KLDR k překvapení celého světa postoupila do čtvrtfinále.
|               | V | R | P | + | - | B |
| ------------- | - | - | - | - | - | - |
| Sovětský svaz | 3 | 0 | 0 | 6 | 1 | 6 |
| Severní Korea | 1 | 1 | 1 | 2 | 4 | 3 |
| Itálie        | 1 | 0 | 2 | 2 | 2 | 2 |
| Chile         | 0 | 1 | 2 | 2 | 5 | 1 |

Ve čtvrtfinále hraném v liverpoolském Goodison Parku narazila Severní Korea na Portugalsko. Asiaté neměli vůbec špatný vstup do zápasu, když po pětadvaceti minutách vedli díky gólům Pak Sjung-Sina, Li Dong-Wuna a Jang Sung-Kuka už 3:0. I za tohoto stavu však pokračovali v útočení, což umožnilo Portugalci Eusébiovi snížit ještě do poločasu na 3:2. Eusébio přidal po přestávce ještě další dva góly, pátý vstřelil jeho spoluhráč José Augusto a Portugalsko nakonec zvítězilo v poměru 5:3.

### 2010
Na mistrovství světa 2010 v Jihoafrické republice se Severokorejci kvalifikovali z druhého místa ve kvalifikační skupině, jež sdíleli s SAE, Jižní Koreou, Íránem a Saúdskou Arábií. Na závěrečném turnaji jim los přisoudil do skupiny Brazílii, Portugalsko a Pobřeží slonoviny. KLDR v prvním zápase uhrála slušný výsledek, když podlehla Brazílii těsně 1:2. Následovaly ale porážky 0:7 s Portugalskem a 0:3 s Pobřežím slonoviny, čímž turnaj pro Severokorejce skončil.
|                   | V | R | P | + | -  | B |
| ----------------- | - | - | - | - | -- | - |
| Brazílie          | 2 | 1 | 0 | 5 | 2  | 7 |
| Portugalsko       | 1 | 2 | 0 | 7 | 0  | 5 |
| Pobřeží slonoviny | 1 | 1 | 1 | 4 | 3  | 4 |
| Severní Korea     | 0 | 0 | 3 | 1 | 12 | 0 |